# Cornate d'Adda
Cornate d'Adda is een gemeente in de Italiaanse provincie Monza e Brianza (regio Lombardije) en telt 9596 inwoners (31-12-2004). De oppervlakte bedraagt 13,6 km², de bevolkingsdichtheid is 709 inwoners per km².
De volgende frazioni maken deel uit van de gemeente: Porto d'Adda, Colnago.

## Demografie
Cornate d'Adda telt ongeveer 3757 huishoudens. Het aantal inwoners steeg in de periode 1991-2001 met 11,1% volgens cijfers uit de tienjaarlijkse volkstellingen van ISTAT.

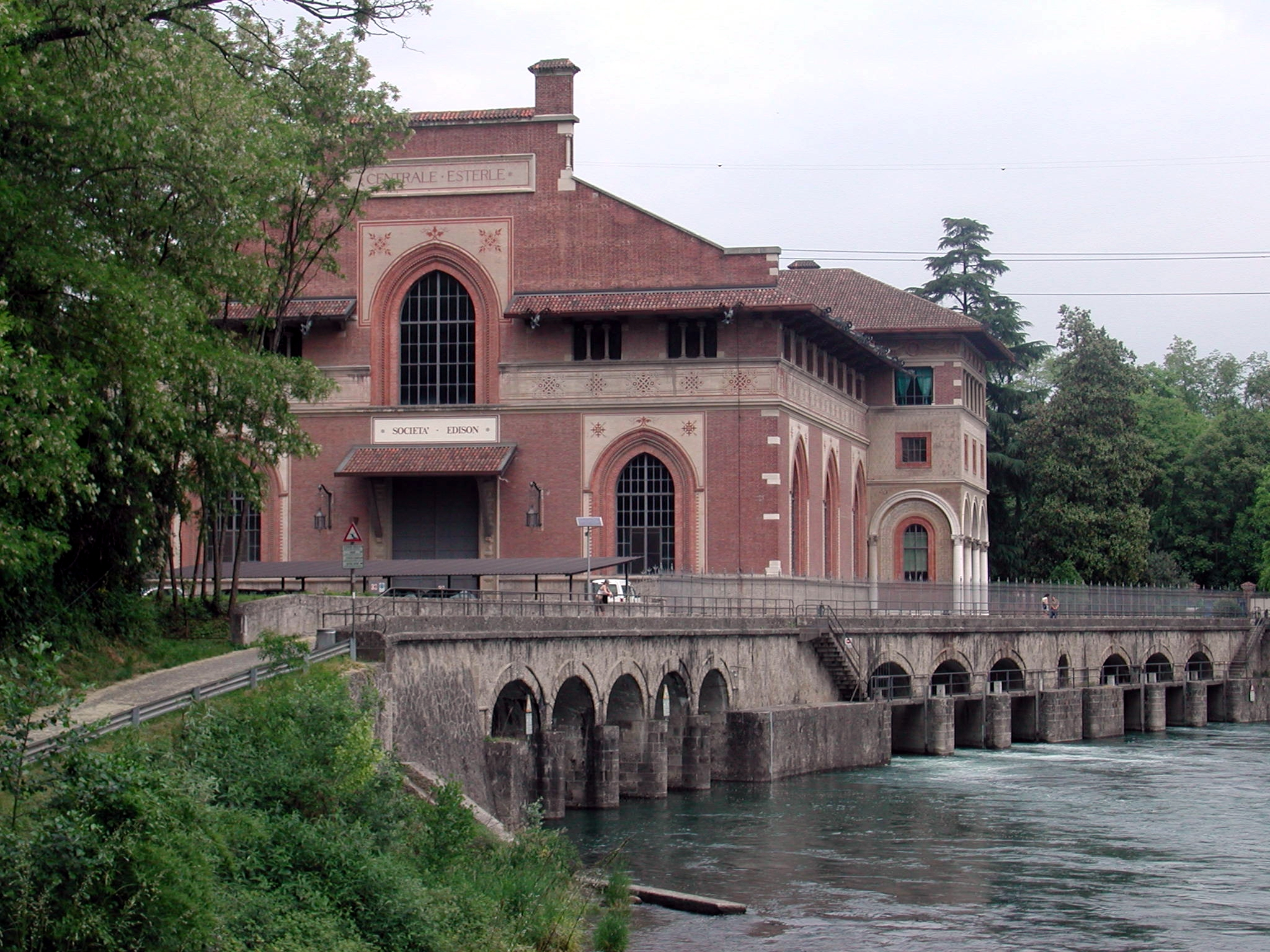
Elektriciteitscentrale bij Cornate d'Adda

| Jaar | Inwoneraantal |
| ---- | ------------- |
| 1991 | 8316          |
| 2001 | 9238          |

## Geografie
Cornate d'Adda grenst aan de volgende gemeenten: Paderno d'Adda (LC), Medolago (BG), Verderio Superiore (LC), Verderio Inferiore (LC), Suisio (BG), Sulbiate, Bottanuco (BG), Mezzago, Trezzo sull'Adda, Busnago.